# さくら、さくら 〜サムライ化学者・高峰譲吉の生涯〜
『さくら、さくら 〜サムライ化学者・高峰譲吉の生涯〜』（さくら、さくら サムライかがくしゃ・たかみねじょうきちのしょうがい）は、2010年に製作された日本映画。
市川徹監督作品、加藤雅也主演。

## 作品概要
北國新聞、富山新聞による製作で、2010年3月20日より石川県・富山県では先行ロードショーが行われ、観客動員数4万人を記録。その後、Japan Film Festival Los Angelesにも招聘。川崎、京都、ANA国際線での上映を経ての全国順次公開となる。2011年3月5日に銀座シネパトス（東京都中央区銀座）を皮切りに全国15館の映画館で上映される。
先行ロードショーでは、2010年3月2日には北國新聞赤羽ホールにて完成披露試写会（ゲスト：国分佐智子、美木良介）、3月20日には金沢コロナシネマワールド、富山シアター大都会にて（ゲスト：加藤雅也、ナオミ・グレース、国分佐智子）、21日には高岡市民会館にて（ゲスト：ナオミ・グレース、古村隼人）舞台挨拶が行われた。
また、全国ロードショーでは、2011年2月23日にはスペースFS汐留にて完成披露試写会（ゲスト：加藤雅也、ナオミ・グレース）、3月5日には銀座シネパトス（東京都中央区銀座）にて（ゲスト：ナオミ・グレース、大橋吾郎、古村隼人、松下進）初日舞台挨拶が行われた。

## あらすじ
ワシントンのポトマック河畔とニューヨークのハドソン河の岸に咲く「満開の桜」。日本とアメリカの架け橋となった2人の愛の物語を描いている。

## キャスト
- 高峰譲吉 - 加藤雅也
- キャロライン・ヒッチ - ナオミ・グレース
- 高峰順・竹橋真里子 - 国分佐智子
- 益田孝 - 大橋吾郎
- 浅野総一郎 - 美木良介
- メアリー・ヒッチ - KOTA
- ルーベン・ヒッチ - ロバート・キャンベル
- 藤木幸助 - 藤木勇人
- 上中啓三 - 丸山敦史
- 清水鉄吉 - 古村隼人
- 塩原又策 - 藤間信乃輔
- 高峰ゆき - 萩尾みどり
- 高峰清一 - 夏木陽介（特別出演）
- ワーレンの妻 - カイヤ
- 坂東医師 - 水元秀二郎
- 稲 - 竹内晶子
- 渋沢栄一 - 松方弘樹

## スタッフ
- 企画・プロデューサー・監督 - 市川徹
- 脚本 - 佐伯俊道、下島三重子
- プロデューサー - 温井伸、加藤邦英
- 撮影 - 吉田秀夫
- 照明 - 井村正美
- 録音 - 内田誠
- 美術 - 佐藤朋有子
- 衣裳 - 大森茂雄
- ヘアメイク - 染矢誠
- 音楽 - 小川類
- 編集 - 横山智佐子
- 助監督 - 久保寺和人
- イメージイラスト - 松下進
- 製作 - 北國新聞、富山新聞、Rei23
- 製作協力 - 第一三共、住友ベークライト、日産化学工業

## 主題歌
- ナオミ・グレース「What A Wonderful World」
- KATSUMI「SAKURA SAKURA」